# سرژ گایسر
سرژ گایسر (انگلیسی: Serge Gaisser؛ زادهٔ ۵ ژانویهٔ ۱۹۵۸) بازیکن فوتبال اهل فرانسه است.
از باشگاه‌هایی که در آن بازی کرده‌است می‌توان به باشگاه فوتبال بازل اشاره کرد.